# Зальцбург (замок, Бавария)
Зальцбург (нем. Burg Salzburg) — средневековый замок в коммуне Бад-Нойштадт-ан-дер-Зале в Нижней Франконии, в Баварии, Германия. Комплекс является одной из крупнейших сохранившихся крепостей Франконии.

## История

### Ранний период
Местоположение области Зальцгау в раннем Средневековье вокруг Нойштадта был столь важным при Каролингах, что весь регион перешёл в непосредственное подчинение монарху. Такие территории приобретали особый статус — Королевский пфальц. В 1000 году император Священной римской империи Оттон III. пожертвовал область Вюрцбургской епархии. Судя по всему упоминаемая территория находилась там, где в наше время расположена деревня Зальц (или где-то поблизости). Для защиты земель на близлежащем холме был заложен замок, где крестьяне могли укрыться в случае опасности. В ту эпоху, когда правила Саксонская династия, главной проблемой были вторжения венгров. Скорее всего ранние укрепления были очень примитивны: ров и земляной вал. Но для X века и такая защита могла спасти поселян от вражеских нашествий.
Первое письменное упоминание о замке Зальцбург содержится в документе 1160 года. Тогда император Людвик I Благочестивый упоминает эти земли в составе своих владений. Правда, оригинал документа отсутствует. Поэтому ряд историков считает, что данный документ мог быть подделан переписчиком, монахом Эберхардом из Фульдского аббатства. В числе прочего верность этой гипотезы подтверждается странными ошибками в исходном документе. 
Название замка и косвенные упоминания в документах свидетельствуют том, что в окрестностях Зальцбурга действительно добывали соль. Но в последующем реальных месторождений соли так и не удалось обнаружить. 

### Строительство каменного замка

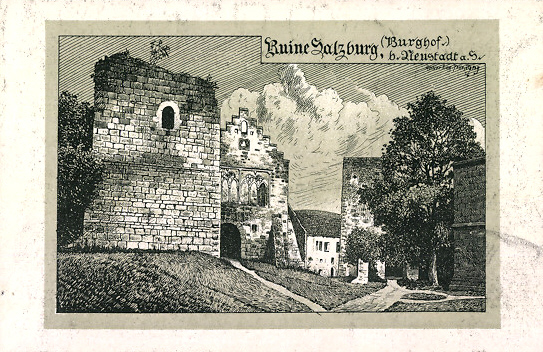
Руины замка Зальцбург на открытке начала XX века

Постепенно укрепления Зальцбурга из земляных валов сменились каменными стенами. Причём археологические раскопки доказывают, что поначалу валы были укреплены частоколом. Эта стена из стволов деревьев существовала продолжительное время. Причём такая защиты была вполне внушительной. Высота деревянных стен достигала четырёх метров. До сих пор остаётся открытым вопрос: кто именно стал инициатором строительства каменных стен? Епископ Вюрцбурга или местные жители? 
Строительство полноценной крепости принято относить ко времени правления епископа Гебхарда фон Хеннеберга. Вероятно, основные работы производились около 1150 года. Возможно замок должен был обеспечить контроль над путями, которые шли от резиденции епископа к городам Мелльрихштадт и Майнинген.  
Как бы то ни было, но с 1170 года замок Зальцбург упоминается как одна из самых крупных крепостей региона. Здесь разместили постоянную резиденцию фогта. С 1220 было определено ещё установлено еще пять мест, где кастеляну замка были обязаны предоставить кров и пищу. Административное устройство и строительство фортификационных сооружений завершилось около 1250 года. Все последующие изменения носили локальный характер. 
Примерно с 1200 года известны имена министериалов Вюрцбургской епархии, которые управляли замком Зальцбург от имени сюзерена. Это были Боппо и Конрад фон Лейнах, Генрих фон Бренде и Генрих Маршалк фон Лауэр. Скорее всего они проживали непосредственно в крепости. Эти три рыцаря известны в этот период времени, как вассалы, несущие службу в Зальцбурге. Это Вольфрам, Рудольф фон Гершфельд и Хельвиг фон Унслебен. 
Вскоре появились и те рыцари, кто избрал в качестве родового прозвища название замка. Первым стал Вильгельма де Зальцберк (de Salzberc). Вероятно он происходил из семьи фон Гершфельд. В 1206 и 1212 годах встречаются имена министериалов Волгеруса и Теодериха, которые также носили прозвище «де Зальцберг» (de Salzberg). 
В 1232 году впервые упоминается городок Нойштадт, как отдельное поселение, расположенное у подножия замка. С тех пор часть представителей верховной власти (в первую очередь чиновники) предпочитали проживать не в замке, а в городе.  
Любопытно, что правители Вюрцбурга долгое время избегали назначения в Зальцбург одного фогта и стремились отправлять туда сразу несколько управляющих с разными полномочиями. Таким образом резко уменьшалась вероятность того, что кто-то из рыцарей вздумает объявить себя самостоятельным правителем. Более того, министериалов набирали из числа вюрцбургских дворян. Таким образом родня этих рыцарей, оставшаяся в столице епархии, выполняла своеобразную роль заложников на случай неповиновения фогта.     

### Эпоха ренессанса

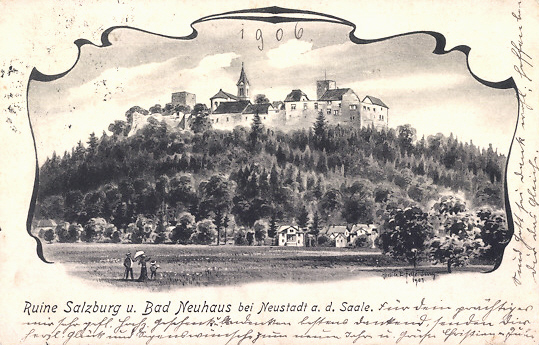
Вида замка на открытке 1905 года

К началу XV века Зальцбург продолжал оставаться одной из самых крупных и сильных крепостей Франконии. Замок благополучно пережил период Крестьянской войны. В ходе боевых действий стенам и баням был нанесён незначительный ущерб. Но многие постройки к середине XV века обветшали от времени и требовали капитального ремонта. Обширные строительные работы были проведены около 1580 года.      
Около 1640 года в замке родился знаменитый проповедник Георг Бауэр.     
К началу XVII века Зальцбург стал приходить в упадок. Его не ремонтировали и в нём по разным причинам больше не проживали семьи знати. Более того, местные крестьяне всё чаще использовали крепость для своих нужд. Там размещали склады и даже умудрялись распахивать обширное пространство внутри старой кольцевой стены. Дошло до того, что мешавшие крестьянам постройки, включая старую замковую часовню, к 1722 году снесли. Остальные здания внутри крепости превратились в руины. Разрушению замка способствовали сами крестьяне, которые охотно использовали бывшие сооружения крепости как бесплатный склад стройматериалов для собственных нужд. 
Интересно, что в полузаброшенном замке в начале XVIII века поселилось несколько еврейских семей. Одно из зданий Зальцбурга они даже с 1723 года стали использовать как синагогу.  

### XIX век
К началу XIX века бывшая мощная крепость представлял из себя печальное зрелище. Местные пастухи использовали её как загон для скота. Однако наступила эпоха романтизма. В Германии пришла мода на славные времена рыцарства. Всё это  спасло Зальцбург от полного исчезновения. 

#### Вернер фон Хакстаузен и восстановление замковой часовни

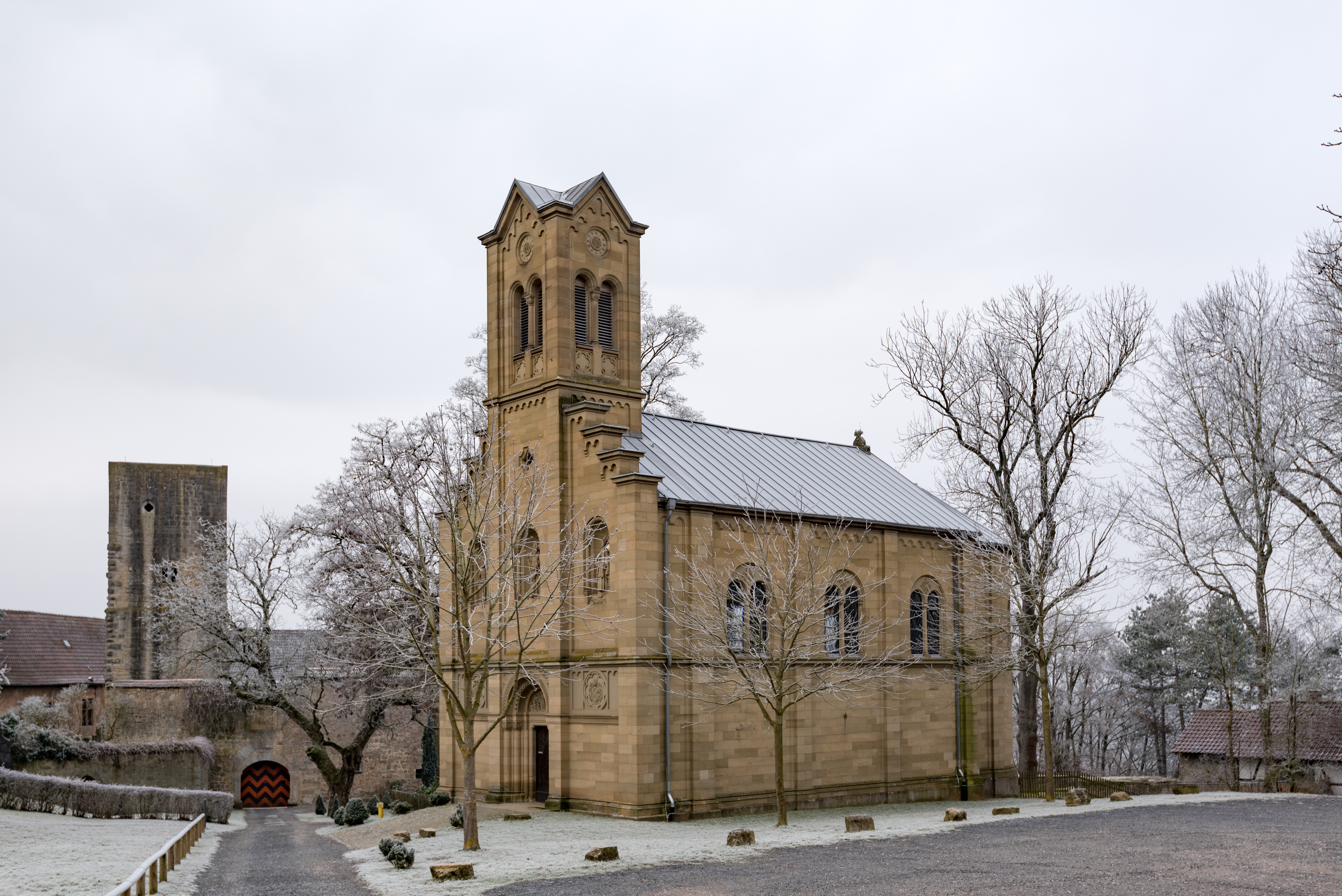
Часовня Святого Бонифация внутри замка Зальцбург

Осенью 1836 года вестфальский барон Вернер фон Хакстаузен приехал на курорт в Бад-Киссинген. Это дворянин увлекался филологией и историей. Объезжая окрестные земли, он посетил руины Зальцбург. В следующем году барон, который разбогател благодаря удачной женитьбе, приобрёл территорию крепости Зальцбург. Возможно, среди прочего он хотел устроить здесь курорт, так как на землях вокруг крепости были обнаружены целительные источники.
В то время следы средневековой часовни всё еще можно было видеть во дворе замка. Вернер фон Хакстхаузен решил восстановить её и посвятить святому Бонифацию. Считается, что именно этот святой благословил путешествующего монаха Буркарда первому стать епископом Вюрцбурга, а также назначил первых епископов Айхштетта и Бюрабурга.
Вюрцбургская епархия поддержала планы восстановления часовни. Барон лично заложил первый камень при начале строительства. Король Баварии Людвиг I, желая отблагодарить Вернера фон Хакстхаузена за столь богоугодные дела, даровал барону титул графа. 12 июля 1841 король лично посетил Зальцбург. В то же время с особой пышностью в Зальцбуре провели празднование 1100-летие основания епархии.
Под влиянием баварского короля, который всем архитектурным направлениям предпочитал только готику, называя её «единственным подлинным немецким стилем», проект часовни был подготовлен в стиле неоготики. Строительство по поручению монарха курировал королевский архитектор Август фон Войт. По инициативе известного архитектора Фридриха фон Гертнера в готовый проект были добавлены элементы в духе византийской архитектуры.
Непосредственно строительством руководил каменщик Михаэль Штапф (1814-1875). Помимо прочего он стал известен тем, что в 1869 году создал «Баварскую патриотическую партию» (Bayerische Patriotenpartei). Скульптурные украшения создал вюрцбургский скульптор Андреас Хальбихь. Правда, финансовые трудности и смерть Вернера фон Хакстаузена задержали завершение строительства церкви. Её освятили только через семь лет после закладки первого камня — 7 октября 1848 года.

#### Семьи Бренкен и Гуттенберг
Вернер фон Хакстаузен умер в 1842 году не оставив наследника мужского пола. Его собственность перешла к вдове. Вдовствующая графиня фон Хакстаузен управляла делами поместья и крепости Зальцбург до своей кончины 21 января 1862 года. Единственная дочь супругов фон Хакстхаузен вышла замуж за богатого землевладельца из Вестфалии и влиятельного немецкого политика Германа фон унд цу Бренкен. Перед смертью вдовствующая графиня завещала Зальцбург своему 11-летнему внуку Отто фон унд цу Бренкен.
Родители Отто в основном проживали в Вестфалии. Но они уделяли много внимания Зальцбургу. По их инициативе выли выкуплены значительные территории, окружавшие бывшую крепость. Кроме того поблизости у целебных источников был построен гостевой дом в швейцарском стиле.
Отто фон унд цу Бренкен принял управление своим наследством после смерти своей матери в 1880 году. В 1882 году он женился на графине Марии фон Роттенхан (из линии Унтермерцбахер старинного рода фон Ротенхан). Однако два года спустя 33-летний Отто фон унд цу Бренкен умер. Детей в браке он не оставил. Вся его собственность перешла к вдове.
В 1888 году графиня Мария фон Роттенхан вышла замуж за барона Теодора фон Гуттенберга. Марии пришлось  в 1893 году улаживать дела передачи прав собственности с бывшим тестем Германом фон унд цу Бренкен. 20 января 1893 года газета Würzburger General-Anzeiger сообщила, что Теодор фон Гуттенберг стал единоличным владельцем усадьбы Нойхауз и замка Зальцбург.
Новый собственник также был неравнодушен к истории. По его инициативе в замка вскоре начались серьёзные ремонтные работы. Помимо прочего заросшую лесом замковую гору очистили от деревьев, чтобы крепость было видно издалека. Теодор фон Гуттенберг подходил к вопросу реставрации прагматично. Одновременно с восстановлением крепости он построил у её подножия новые здания для приезжающих лечиться целебными водами. Эти меры должны были стимулировать рост потока богатых туристов. Зальцбург должен был стать важной местной достопримечательностью. Для привлечения посетителей на верхнем этаже бывшего бергфрида оборудовали смотровую площадку.
Теодор фон Гуттенберг также умер сравнительно молодым. 28 июля 1904 года он скончался в Бад-Нойхаусе в возрасте 50 лет. Его вдова осталась одна с четырьмя несовершеннолетними детьми. Главная резиденция семьи фон Гуттенберг в Верхней Франконии пострадала от сильного пожара в 1908 году. На её восстановление требовались крупные суммы. Поэтому реставрационные работы в Зальцбурге фактически прекратились. Мария фон Гуттенберг жила до своей смерти в 1945 году в основном в Вюрцбурге, Мюнхене и Гармиш-Партенкирхене. На несколько десятилетий Зальцбург снова пришёл в запустение.

### XX-XXI века

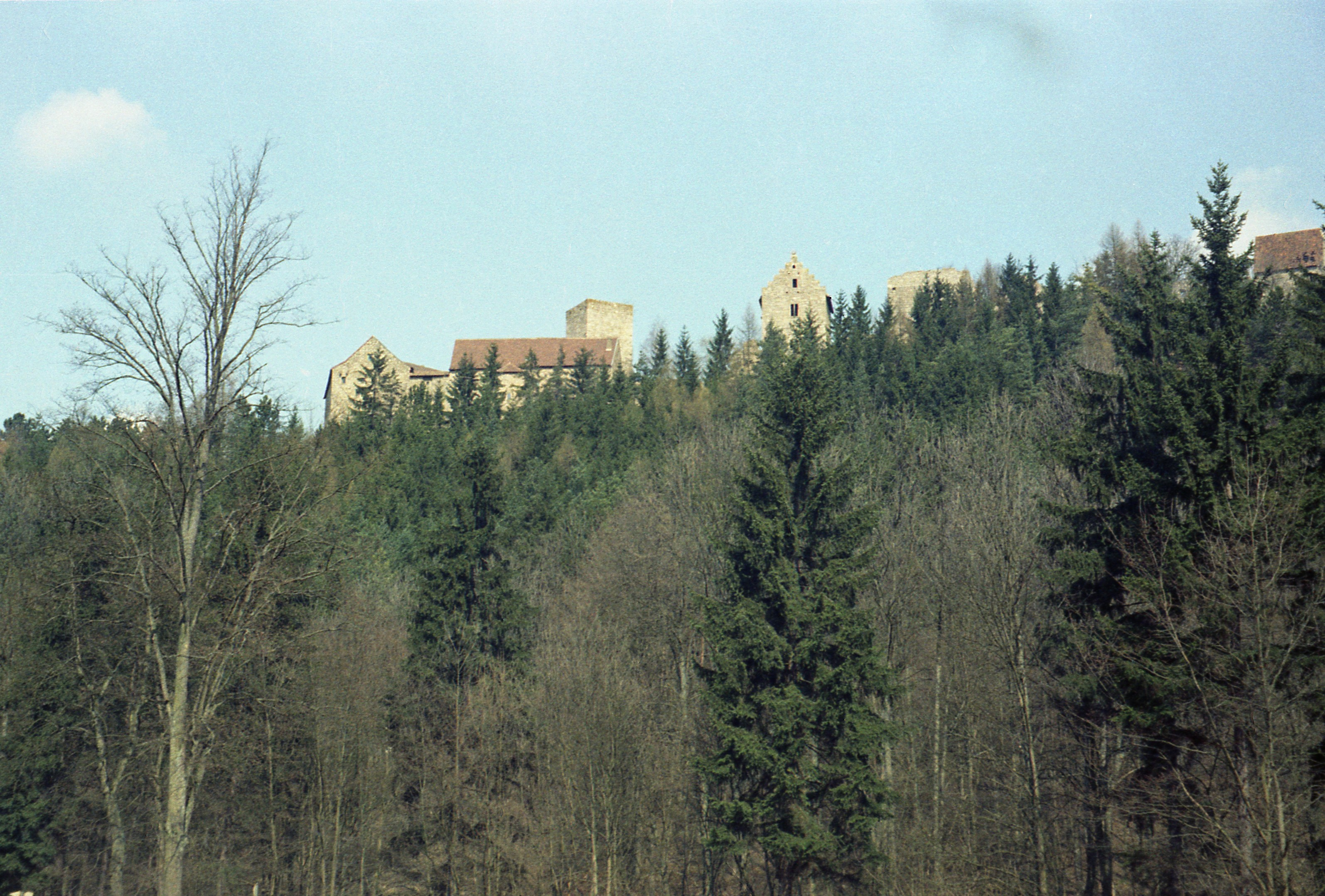
Здания замка, возвышающиеся над окружающим лесом

С 1927 по 1931 год во дворе замка проходили Зальцбургские музыкальные фестивали. Для этого часть пространства выровняли, а также соорудили сцену под открытым небом.
Единственным зданием, которое оставалось жилым, была бывшая резиденция Voite of Salzburg. На протяжении всего XX века в ней продолжали проживать представители семьи фон Гуттенберг. Благодаря этому здание при необходимости ремнотировали и оно осталось в хорошем состоянии. 
С 1932 по 1945 год владельцем Зальцбурга был барон Карл Людвиг фон унд цу Гуттенберг. Он стал известен тем, что отказался сотрудничать с пришедшими к власти в Германии нацистами. Его считают одной из видных фигур сопротивления национал-социализму. Вероятно Карла Людвига убили спецподразделения СС в Берлине в ночь с 23 на 24 апреля 1945 года.
Новый этап реконструкции замка начался только в 1971 году. Работы касались в основном консервации тех объектов, которым угрожало разрушение. 
Зимой 2005 года власти города Бад-Нойштадт-ан-дер-Зале, по согласованию с владельцами замка, начали проводить работы по благоустройству территории внутри крепости. В первую очередь это касалось расчистки земли об буйно разросшихся кустарников. Кроме того была спилена часть деревьев снаружи, чтобы они не мешали туристам любоваться замком. 

## Описание

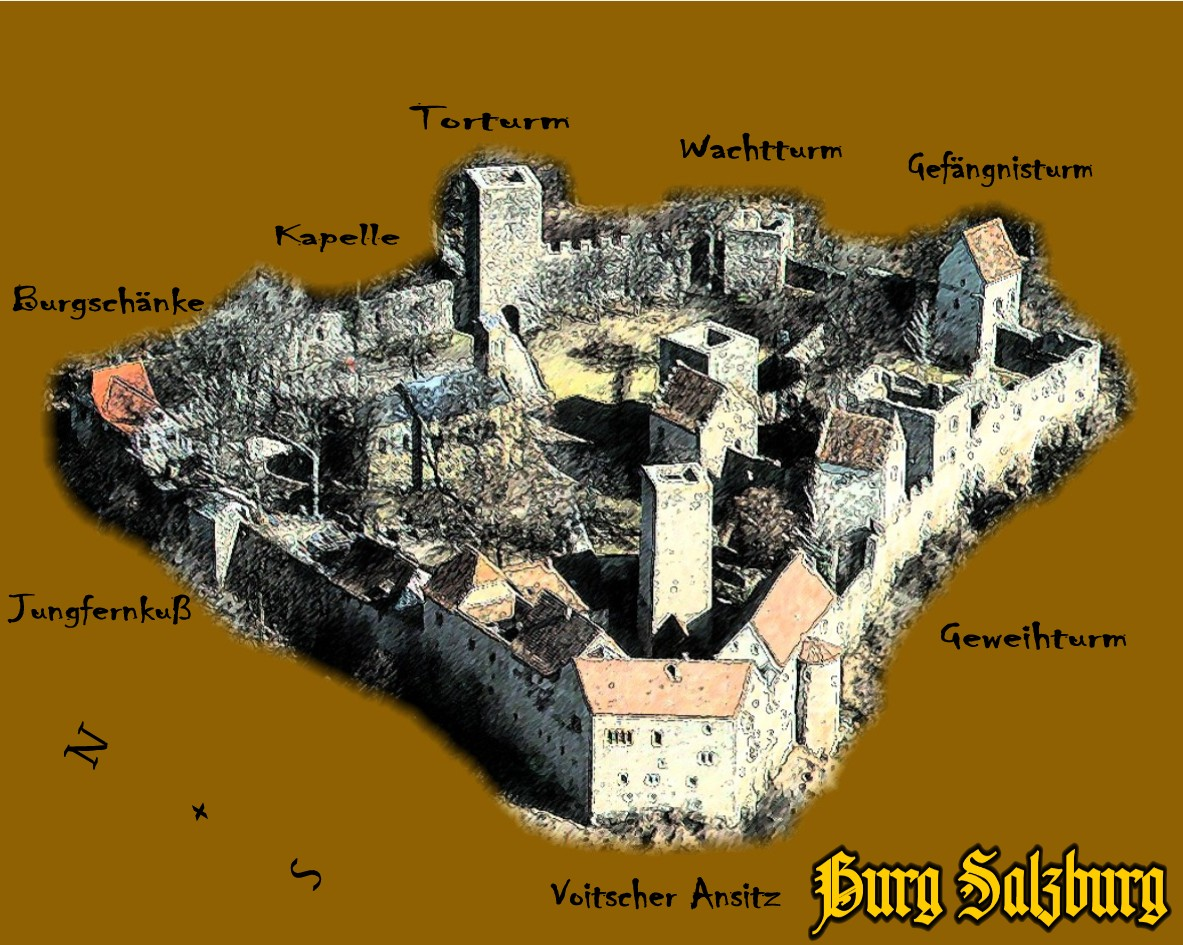
Схема с указанием основных сооружений замка Зальцбург

Зальцбург считается одним из самых важных сохранившихся средневековых замковых комплексов Франконии. Тем не менее серьёзные исследования крепости начались только в XX веке. Мероприятия по изучению замка начались в 2005 году. Был составлен подробный план всех бывших и сохранившихся построек. В документах собрана детальная информация о тринадцати основных этапах строительства и реконструкции Зальцбурга между 1150 и 1900 годами.
Замок находится на высоте 300 метров над уровнем моря. Крепость расположена на высоком холме над рекой Франконская Зале. Общая длина внешнего кольца стен превышает 450 метров, а площадь замка составляет примерно гектар. Крупный комплекс состоял из семи отдельных зданий, каждое из которых могло считаться самостоятельным оборонительным сооружением. Изначально территория была окружена только рвом и валами. Затем вал усилили частоколом. А затем к концу XII века началась замена деревянных укреплений каменными. Именно тогда появилась надвратная 20-метровая башня, которая по периметру имеет размер 9,2 × 9,2 м. Одновременно с ней возвели ещё три выдвинутые за стены башни. Позднее для усиления оборонительных возможностей Зальцбурга перед главными воротами построили подъёмный мост и барбикан.      
В отличие от многих других замков в Зальцбурге в качестве бергфрида выступала именно надвратная башня. Причём это сооружение было целиком построено из песчаника.       
После 1170 года в крепости появилось целых пять жилых зданий, которые примыкали к кольцевой стене. Причём каждое из зданий выполняло функцию представительной резиденции. Такое количество резиденций в одном замке объяснялось просто. Главный владелец крепости, архиепископ Вюрцбурга, очень боялся, что управляющий замком министериал вздумает провозгласить себя независимым владетельным лордом. Особенно вюрцбургских правителей нервировало противостояние с графами фон Хеннеберг и опасность предательства своих вассалов. Поэтому в замок назначалось сразу несколько управителей с разными полномочиями (военными, судебными, хозяйственными и пр.). Соответственно каждый из этих рыцарей нуждался в отдельном особняке. И по традиции возводили его так, чтобы одна из стен уже была готова (то есть строили примыкающим к мощной внешней стене). епископ хотел распределить власть в большом замковом комплексе, что было особенно важно в стратегическом отношении против графов Хеннеберг, большему количеству замковых людей.
Самой уязвимой частью комплекса считалась восточная сторона. Там возвели сразу три квадратные башни. Причём все они выступали наружу. В других частях Зальцбурга построили ещё четыре башни. Но они были вровень с кольцевой стеной. Интересно, что во время реконструкции, которая проводилась в 1180 году, высота этих башен была увеличена вдвое.
Первоначально внутренний двор крепости разделяла ещё одна стена. А сам двор, который сегодня кажется столь просторным, вплоть до XVIII века был плотно застроен десятками разнообразных зданий самого разного предназначения (склады, конюшни, кузницы, казармы и пр.).
К настоящему времени в крепости сохранилось здание Ганернбезитце (которое до сих пор остаётся обитаемым) и руины ещё трёх бывших резиденций. Три других особняка, где некогда проживала знать лежат в руинах. На месте одного из них сейчас расположен ресторан.
Вход во внутренний двор замка остаётся свободным. 

## Род Фойт фон Зальцбург
Среди многих представителей дворянских родов, которым довелось служить кастелянами Зальцбурга, особенно выделяется семья Фойт фон Зальцбург. Мужчины из этой династии десятилетиями верой и правдой служили епископам Вюрцбурга. Их резиденция в крепости стала одной из самых благоустроенных. Со временем представители рода стали занимать всё более значимые должности. Если в 1258 году Йоханнес фон Фойт исполнял обязанности фогта в Зальцбурге, то в XV веке его потомки становились влиятельными чиновниками в самых разных частях архиепископства. 
В XVI веке род фон Фойт фон Зальцбург избавился от вассальной зависимости от архиепископов Вюрцбурга. Члены семьи получили статус имперских рыцарей. При этом многие представители рода присоединилась к движению Реформации. В частности, в 1583 году убеждённый католик князь-епископ Вюрцбурга Юлий Эхтер фон Меспельбрунн должен был находиться в жёстком противостоянии со своими бывшими вассалами (тем не менее сумел сохранить свой титул). 
Однако возвышение семьи бывших минестериалов продолжилось. В 1642 году Мельхиор Отто фон Фойт фон Зальцбург был избран князем-епископом Бамберга. Правда, в самой семье фон Фойт фон Зальцбург произошёл раскол: одни остались верны католичеству, другие перешли на сторону евангелическую веры. 
В 1715 году род фон Зальцбург из числа евангелистов был возведён в ранг баронов Священной римской империи.
Под конец существования Священной римской империи семья фон Фойтен фон Зальцбург уже не имела никаких владений ни в крепости, которая некогда была их родовым гнездом, ни в окрестных землях. Постепенно знаменитая династия вырождалась. В 1853 году последний носитель имени, барон Август фон Фойт фон Зальцбург, умер в Мюнхене, не оставив потомства. При этом барон сумел дослужиться до титула камергера баварского короля.

## Здание Ганербензитце
На протяжении многих веков удивительным образом одно из зданий комплекса оставалось обитаемым почти непрерывно. Это бывшая родовая резиденция семьи фон Фойт фон Зальцбург. И даже в XXI веке это здание остаётся жилым. По традиции его именуют Ганербезитце. 
Сооружение со времён средневековья представляет из себя автономный каменный замок. Башня высотой около 27 метров окружена пристройками в форме подковы. Вся резиденция «опирается» на кольцевую стену. Многочисленные реконструкции не изменили внешний облик здания. 

## Галерея

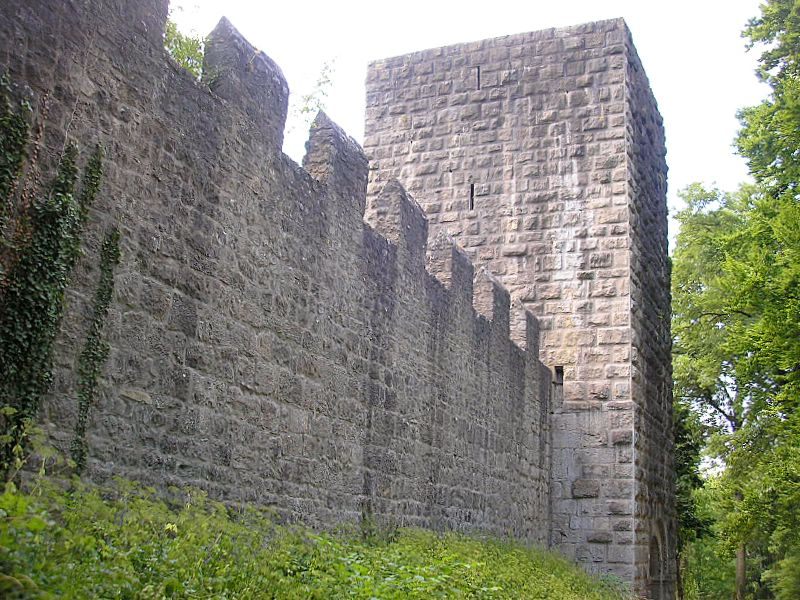
Башня над воротами, ведущими внутрь замка
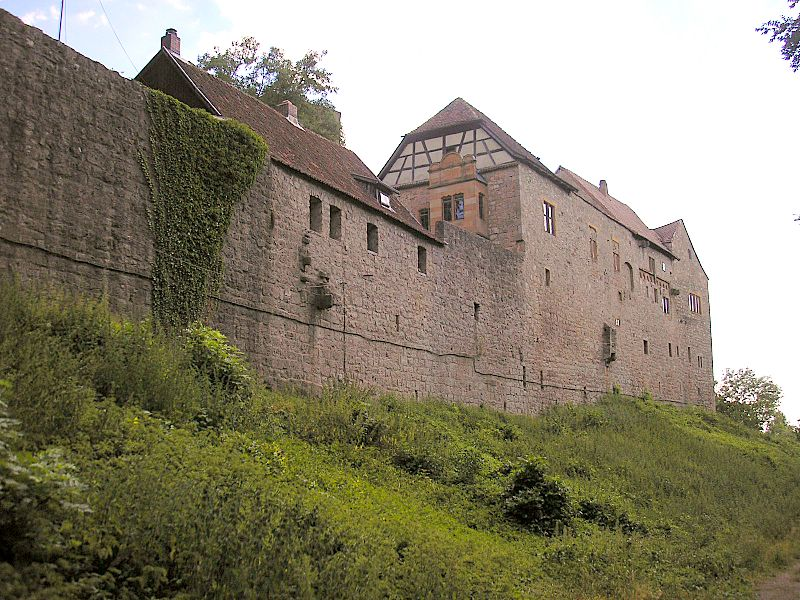
Вид замка с западной стороны
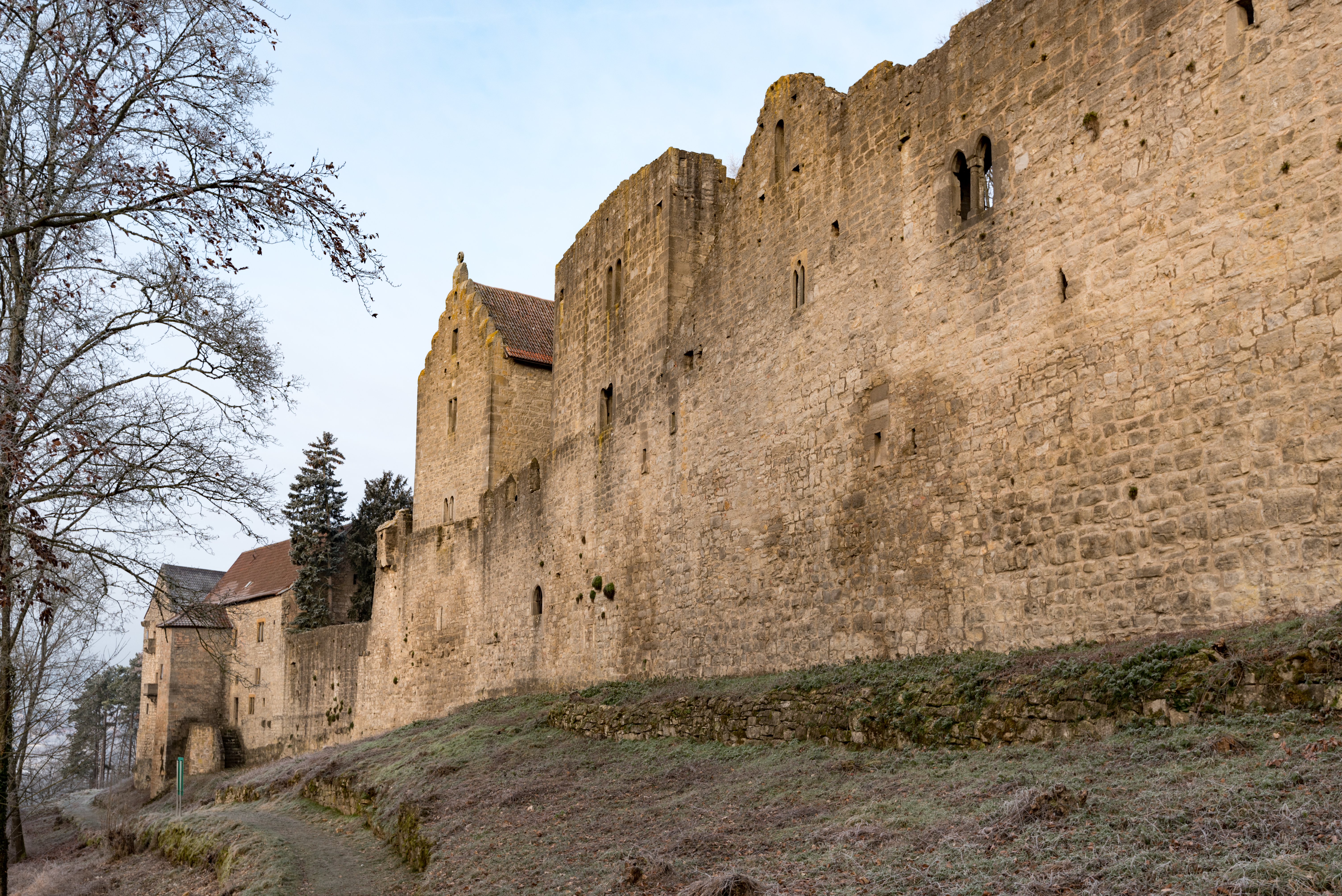
Стены замка с юго-восточной стороны
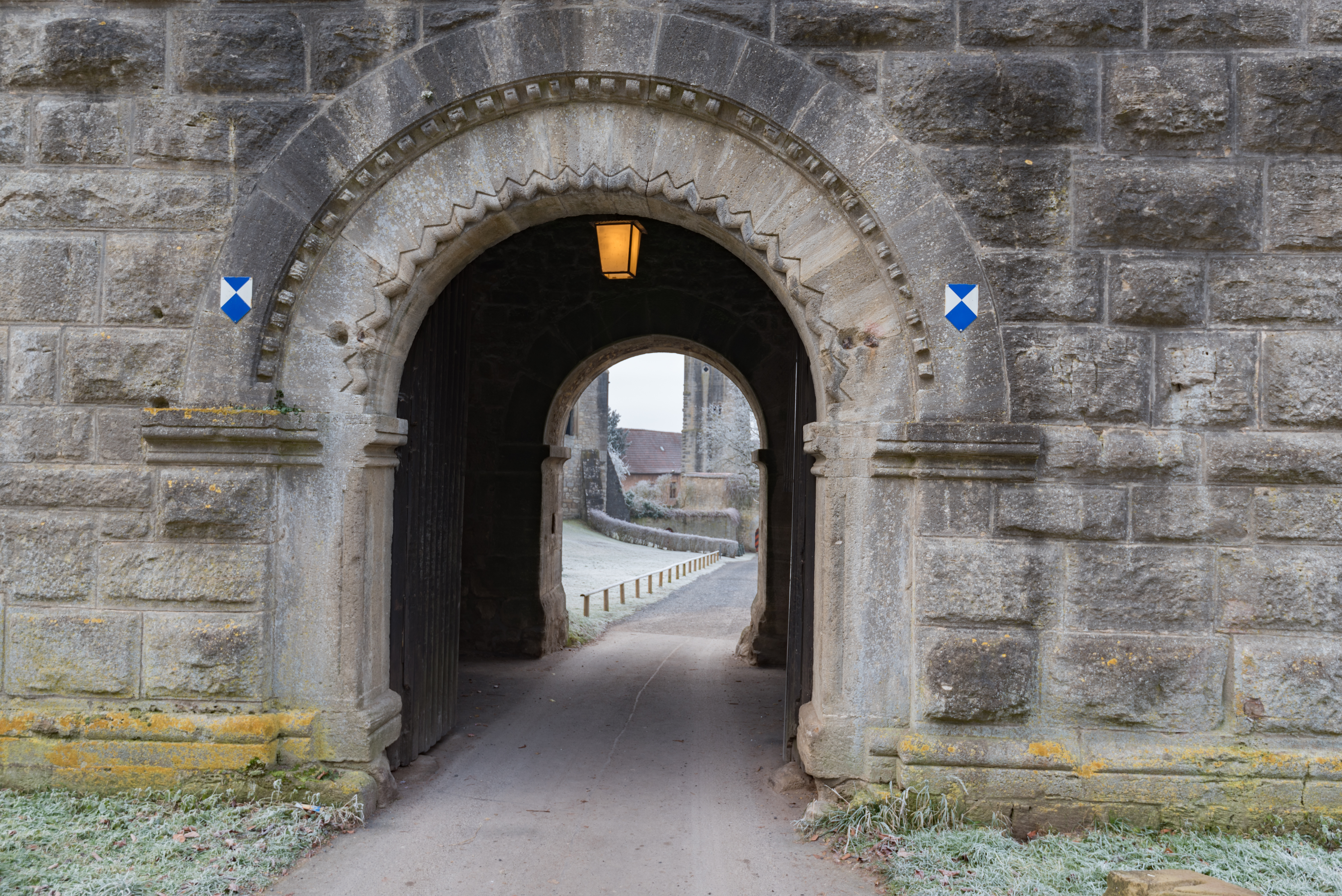
Замковые ворота
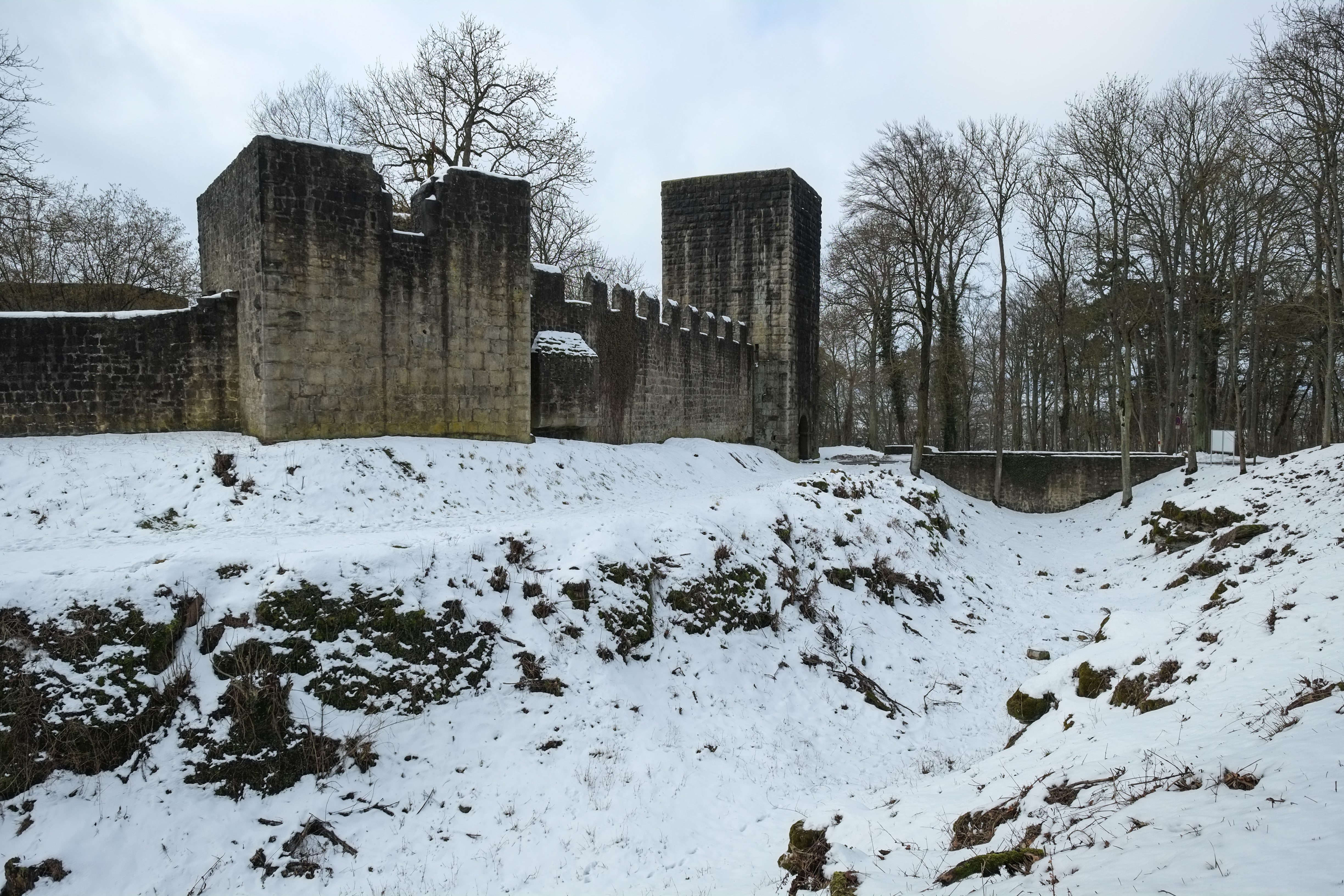
Замковый ров и стены крепости зимой